# Jeremy Staunton
Pour les articles homonymes, voir Staunton.

a Compétitions nationales et continentales officielles uniquement.

b Matchs officiels uniquement.
Dernière mise à jour le 31 mai 2020.
Jeremy William Staunton, né le 7 mai 1980 à Limerick, est un joueur irlandais de rugby à XV évoluant au poste de demi d'ouverture. Il évolue actuellement dans le club de Leicester Tigers depuis l'été 2009 pour pallier l'absence de Toby Flood jusqu'en novembre 2009.

## Carrière

### En sélection nationale
Il obtient sa première cape le 11 novembre 2001 contre les Samoa. Il obtient cinq sélections toujours en tournée d'automne ou d'été (quatre) et donc il n'a pas participé à la Coupe du monde et au Tournoi des Six Nations. 

## Statistiques en sélection nationale
- 5 sélections
- 21 points (1 essai, 2 transformations, 4 pénalités)
- Sélections par années : 1 en 2001, 2 en 2005, 1 en 2006, 1 en 2007
- Tournoi des Six Nations disputé : aucun.
- Participation à la Coupe du monde : aucune.

## Palmarès

### En club
- Munster
  - Finaliste de la Coupe d'Europe en 2000 et 2002
  - Vainqueur de la Celtic League en 2003
- London Wasps
  - Vainqueur de la Coupe d'Europe en 2007
  - Vainqueur du Championnat d'Angleterre en 2008